# Marian Rusecki
Marian Jan Rusecki (ur. 22 marca 1942 w Janowie Lubelskim, zm. 15 grudnia 2012 w Lublinie) – profesor nauk teologicznych, wykładowca KUL, polski duchowny katolicki, kapelan honorowy papieża.

## Życiorys
W 1966 przyjął święcenia kapłańskie z rąk biskupa Bolesława Pylaka. Po święceniach pracował jako wikariusz w parafii Garbów, a następnie w parafii św. Pawła w Lublinie. W 1974 na Katolickim Uniwersytecie Lubelskim uzyskał doktorat z teologii fundamentalnej na podstawie rozprawy Współczesne dyskusje nad teorią apologetyki, napisanej pod kierunkiem ks. prof. Eugeniusza Kopcia. W 1976 był stypendystą Institut Catholique w Paryżu, a w 1983 i 1989 – Katolickiego Uniwersytetu w Louvain-la-Neuve. W 1984 uzyskał stopień naukowy doktora habilitowanego na podstawie dorobku naukowego i rozprawy Funkcja motywacyjna cudu w teologii XX wieku. W 1991 otrzymał stanowisko profesora nadzwyczajnego i tytuł naukowy profesora, w 1994 – profesora zwyczajnego.
W 2014 tygodnik „Gość Niedzielny” podał, że ks. Marian Rusecki był od 1973 tajnym współpracownikiem Służby Bezpieczeństwa (TW „Tadeusz”).

## Działalność naukowa
Od 1974 pracownik naukowy Katolickiego Uniwersytetu Lubelskiego Jana Pawła II. Przez pewien czas pracownik naukowy Katedry Teologii Fundamentalnej i Ekumenicznej Uniwersytetu Szczecińskiego. Specjalizował się w chrystologii fundamentalnej, religiologii, teorii teologii fundamentalnej.
Doprowadził do włączenia teologii do grona dyscyplin naukowych zrzeszonych w Polskiej Akademii Nauk, co znalazło swój finał w utworzeniu w 2003 Komitetu Nauk Teologicznych.

### Członkostwo w organizacjach i spełniane funkcje
- 1986–1989 oraz 1992–1998 prodziekan Wydziału Teologii KUL
- 1992–2008 dyrektor Instytutu Teologii Fundamentalnej KUL
- 1986–2010 kierownik Katedry Chrystologii Fundamentalnej KUL
- 2010–2012 kierownik Katedry Misjologii KUL
- 2003–2011 przewodniczący Komitetu Nauk Teologicznych Polskiej Akademii Nauk

i redaktor naczelny dwóch serii wydawniczych: Studia Nauk Teologicznych PAN oraz Wkład chrześcijaństwa w kulturę polską
- 2005–2012 przewodniczący Stowarzyszenia Teologów Fundamentalnych w Polsce
- 2007–2010 członek Centralnej Komisji do Spraw Stopni i Tytułów
- 1990–1996 członek Redakcji Naczelnej Encyklopedii Katolickiej
- członek Towarzystwa Naukowego KUL
- członek Lubelskiego Towarzystwa Naukowego
- członek korespondent Pontificia Academia Theologica w Watykanie
- członek Europejskiego Stowarzyszenia Teologów Katolickich
- konsultor Rady Naukowej Konferencji Episkopatu Polski

### Nagrody i odznaczenia
- Krzyż Kawalerski Orderu Odrodzenia Polski
- Nagroda Ministra Edukacji Narodowej (1995), (2008)
- Lubelska Nagroda Naukowa Premium Scientiarum Lublinense (2002)
- Nagroda Rektora KUL (1984), (2001), (2005)
- Honorowy Obywatel Janowa Lubelskiego
- Doktor honoris causa Papieskiego Wydziału Teologicznego we Wrocławiu (2012)

### Publikacje
Autor 35 monografii książkowych, w tym 18 zbiorowych i 17 indywidualnych, ponad 650 artykułów naukowych i popularnonaukowych oraz encyklopedycznych. Do najważniejszych opracowań zbiorowych można zaliczyć m.in.:
- Cud w myśli chrześcijańskiej, 1991, ISBN 83-86668-61-X,
- Być chrześcijaninem dziś: teologia dla szkół średnich (red.), Redakcja Wydawnictw KUL, Lublin 1992, s. 680, ISBN 83-228-0265-X,
- Cud w chrześcijaństwie, 1996,
- Funkcje cudu, 1997,
- Istota i geneza religii, Verbinum, Warszawa 1989, s. 268, ISBN 83-85009-51-5;19972,
- Fenomen chrześcijaństwa: wkład w kulturę, 2001,
- Problem cudu w religiach pozachrześcijańskich, 2001,
- Pan zmartwychwstał i żyje: zarys teologii rezurekcyjnej, 2006,
- Traktat o cudzie, 2006
- Traktat o religii, 2007, wyd.Verbinum[2]
- Traktat o Objawieniu, Wydawnictwo Księży Sercanów, Kraków 2007, ss. 837, ISBN 978-83-7519-029-8